# Philippa Foot
Philippa Foot (z.d. Bosanquet) (ur. 3 września 1920 w Owston Ferry, zm. 3 września 2010 w Oksfordzie) – angielska filozof, współtwórczyni współczesnej etyki cnót.

## Życiorys
Była wnuczką prezydenta Stanów Zjednoczonych Grovera Clevelanda. Jako dziecko odbierała edukację domową. Od 1939 uczyła się w Somerville College w Oksfordzie. Magisterium uzyskała w 1947, a w 1949 została pierwszym tutorial fellow filozofii w Somerville. W 1967 została wicedyrektorem (vice-principal), w 1969 senior reearch fellow, a w końcu honorary fellow
Przeniosła się do Stanów Zjednoczonych, gdzie uczyła na Uniwersytecie Cornella, w Berkeley, MIT, Princeton, New York University i na Uniwersytecie Stanforda. W 1976 podjęła stałą pracę na Uniwersytecie w Los Angeles, zajmując katedrę Gloria and Paul Griffin Chair in Philosophy (1988). W 1991 została profesorem emerytowanym
Była członkiem American Academy of Arts and Sciences i założycielką Oxfam

## Filozofia
Foot należała do czołówki anglojęzycznych filozofów drugiej połowy XX w.  Najbardziej znana jest ze swoich prac z zakresu etyki cnót i jest uznawana za jedną z głównych odnowicielek tego nurtu etyki. Wskazywała, że cnota jest jednym z podstawowych pojęć moralnych. Jej podejście łączyło teorię cnót z etycznym naturalizmem.  Dodatkowo Foot zajmowała się też relacją między moralnością, a racjonalnością, a także rolą rozumu praktycznego w moralności. Z zakresu etyki praktycznej podejmowała m.in. problematykę aborcji i eutanazji. Jest również autorką dylematu wagonika.

## Publikacje
- (1978) Virtues and Vices and Other Essays in Moral Philosophy;
- (2001) Natural Goodness;
- (2002) Moral Dilemmas: And Other Topics in Moral Philosophy.